# 322 f.Kr.

## Händelser

### Efter plats

#### Makedoniska riket
- I Babylon fortgår kampen för herraväldet över Alexander den stores rike. När Roxana föder Alexanders son Alexander IV Aigos sluts en kompromiss mellan de makedoniska generalerna, så att han och Alexander den stores unge bror Filip III Arrhidaios utnämns till samregenter. Perdikkas, som är riksföreståndare och makedonisk överbefälhavare med säte i Babylon, försöker hålla kontroll över det hela, med hjälp av Eumenes.
- Perdikkas bryter sin förlovning med Nicaea (dotter till Antipater), eftersom Alexander den stores mor Olympias istället erbjuder honom äktenskap med Alexanders syster Kleopatra.
- Perdikkas mest lojale medhjälpare är Eumenes, som formellt är utsedd till guvernör över Kappadokien och Paflagonien, även om makedonierna ännu inte har erövrat dessa provinser. Antigonos (guvernör över Frygien, Lykien och Pamfylien) vägrar dock att ta sig an uppgiften, när Perdikkas beordrar honom att erövra dem. Perdikkas kallar honom då till Babylon, så att han kan ställas till rätta för sin olydnad. Med fara för sitt liv flyra han med sin son Demetrios till Grekland.
- Antigonos övertygar Antipater och Krateros om att Perdikkas måste krossas. Sålunda förenas Antipater och de makedoniska generalerna Antigonos, Lysimachos av Thrakien, Krateros, Seleukos och Ptolemaios i sitt motstånd mot Perdikkas.
- Perdikkas erövrar Kappadokien och insätter Eumenes av Kardien som satrap där.
- Peithon (makedonisk satrap i Medien) nedslår ett uppror av makedoniska veteraner.

#### Grekland
- Atenarnas och deras grekiska allierades belägring av den makedoniske härskaren Antipater i Lamia får stöd av Leonnatos med en armé på 20.000 infanterister och 1 500 kavallerister. Leonnatos stupar dock i striderna.
- 5 september – Krateros anländer med en flotta och besegrar atenarna i slaget vid Krannon. Detta slag markerar Antipaters totala seger i det lamiska kriget.
- Den atenske talaren och diplomaten Demades återfår sitt medborgarskap, så att han och Fokion kan förhandla fram en fred med Antipater, vilket avslutar det lamiska kriget. Innan han lämnar Aten övertalar han dess invånare att utfärda en dödsdom mot Demosthenes och hans män (inklusive Hypereides som är ledare för Atens patriotiska parti). Demades ambassad resulterar i en fred, som är ofördelaktig för atenarna, då de tvingas acceptera att makedonierna ockuperar deras hamnstad Pireus.
- Demosthenes flyr från makedonierna, som kräver hans kapitulation. När han blir arresterad tar han gift och dör.
- Hypereides flyr till Egina, bara för att bli infångad av makedonierna vid Poseidontemplet och bli avrättad.
- Det korinthiska förbundet upplöses.

#### Egypten
- Enligt traditionen skall de makedoniska kungarna säkra sin makt genom att bränna liket efter sin företrädare. För att förekomma Perdikkas, låter den kejserlige regenten Ptolemaios föra Alexander den stores kropp till Memfis och där begrava honom i en guldsarkofag. Ptolemaios gifter sig sedan med Alexanders älskarinna Thaïs och börjar styra som kung av Egypten samt intilliggande libyska och arabiska regioner.
- Ptolemaios lyckas, genom att utnyttja de interna stridigheterna, erövra den afrikansk-hellenska städerna i Kyrenaika utan Perdikkas tillstånd.
- Ptolemaios avrättar sin ställföreträdare Kleomenes av Naukratis efter misstankar om att Kleomenes stödjer Perdikkas. Detta undanröjer det enda hotet mot hans auktoritet och ger Ptolemaios tillgång till Kleomenes stora rikedomar.

## Avlidna
- 7 mars – Aristoteles grekisk filosof och vetenskapsman (född 384 f.Kr.)[1]
- 12 oktober – Demosthenes, atensk statsman och en av antikens mest ansedda grekiska talare (självmord; född 384 f.Kr.)[2]
- Hypereides, grekisk talare och politiker (avrättad; född 390 f.Kr.)[3]
- Leonnatos, makedonisk officer under Alexander den store och en av diadokerna (född 356 f.Kr.)
- Kleomenes av Naukratis, grek, Ptolemaios ställföreträdare som regent av Egypten (avrättad)